# Richard Pryor
Richard Pryor (1. prosince 1940 – 10. prosince 2005) byl americký komik a herec. V letech 1958 až 1960 sloužil v americké armádě. V roce 1963 se usadil v New Yorku a začal vystupovat po místních klubech. Brzy se začal objevovat v různých televizních pořadech. Rovněž vydal řadu audiozáznamů ze svých vystoupení, první z nich vyšel na eponymním albu v roce 1968. V roce 1974 strávil kvůli daňovým únikům deset dnů ve vězení. Hrál například ve filmech Ve městě v sobotu večer (1974), Modré límečky (1978) a Lost Highway (1997). Zemřel po utrpění infarktu ve věku 65 let.